# Карасімово
Карасі́мово (рос. Карасимово, башк. Ҡарасим) — присілок у складі Мішкинського району Башкортостану, Росія. Входить до складу Великошадинської сільської ради.
Населення — 115 осіб (2010; 142 у 2002).
Національний склад:
- татари — 89 %